# Eystein Eggen
Eystein Eggen (* 5. Januar 1944 in Oslo; † 19. November 2010) war ein norwegischer Staatsstipendiat und Schriftsteller. 
Er veröffentlichte eine Reihe von Erzählungen aus der norwegischen Geschichte, unter anderem Zwei Könige (1999). Darin beschreibt er das Schicksal Philippa von Ebersteins, einer Deutschen, die mit dem norwegischen Thronprätendenten Sigurd Jonsson während der Kalmarer Union 1450 verheiratet war.
Eggen beschäftigte sich auch mit der neueren Geschichte und veröffentlichte 1993 Der Knabe aus Gimle. Dieses Werk brachte ihm 2003 ein staatliches Stipendium ein. „Er ist Symbol einer ganzen Generation“, sagte ein sozialdemokratischer Sprecher unter Zustimmung des ganzen Parlaments.
Eggens Vater war Herausgeber der norwegischen Version eines Journals für SS-Offiziere, dem sogenannten SS-Leitheft.

## Werke
- Hov (1997)
- Zwei Könige (1999)
- Der Knabe aus Gimle. Bericht eines NS-Kindes (1993)